# Kathleen Rice
Kathleen Maura Rice (New York, 15 febbraio 1965) è una politica e avvocato statunitense, membro della Camera dei Rappresentanti per lo stato di New York dal 2015 al 2023.

## Biografia
Nata a Manhattan, dopo la laurea in legge al Touro College la Rice divenne avvocato e per molti anni operò nel settore legale. Inizialmente fu assistente del procuratore distrettuale, poi nel 2005 si candidò alla carica di procuratore distrettuale della contea di Nassau e riuscì a vincere le elezioni sconfiggendo il procuratore in carica da oltre trent'anni.
La Rice venne rieletta per altri due mandati nel 2009 e nel 2013. Nel frattempo nel 2010 si candidò alla carica di Attorney general dello stato di New York ma perse di misura le primarie del Partito Democratico contro Eric Schneiderman, che fu poi eletto.
Nel 2014, quando la compagna di partito Carolyn McCarthy annunciò il suo ritiro dalla Camera dei Rappresentanti, la Rice si candidò per succederle e riuscì a vincere le elezioni divenendo deputata.
Lasciò la Camera dei rappresentanti alla fine del 117º Congresso, dopo otto anni di permanenza.